# 호반배 세계여자바둑패왕전
호반배 세계여자바둑패왕전은 호반그룹이 후원하고 서울신문과 한국기원이 공동 주최하며, 한국과 중국, 일본의 대표 선수 5명씩이 팀을 이뤄 연승대항전으로 우승을 가리는 방식이다. 대회명에 들어있는 패왕(覇王)전은 1959년 서울신문이 창설해 2003년 37회 대회까지 열렸던 국내 종합기전의 명칭이기도 하다.

## 대회 개요
- 주관: 한국기원
- 주최: 서울신문
- 후원: 호반건설
- 협력: 중국위기협회, 일본기원
- 대회 규모 : 3억원
- 우승 상금: 1억원(우승국 독식)
- 연승 상금: 개인 3연승 시에는 200만원을 획득하며, 연승상금은 이후 1승당 200만원씩 추가된다.
- 대국시간: 각자 1시간, 초읽기 1분 1회
- 덤: 6집반

## 역대 대회 결과
| 회수 | 연도   | 우승(국가) | 준우승(국가) | 3위(국가)      |
| ---- | ------ | ---------- | ------------ | -------------- |
| 1    | 2022년 | 중국 (8-3) | 일본 (4-5)   | 대한민국 (1-5) |

## 같이 보기
- 농심 신라면배 세계바둑 최강전
- 정관장배 세계여자바둑최강전